# Гатч (Нью-Мексико)
Гатч (англ. Hatch) — селище (англ. village) в США, в окрузі Донья-Ана штату Нью-Мексико. Населення — 1539 осіб (2020).

## Географія
Гатч розташований за координатами 32°39′50″ пн. ш. 107°9′52″ зх. д. / 32.66389° пн. ш. 107.16444° зх. д. (32.663790, -107.164382).  За даними Бюро перепису населення США в 2010 році селище мало площу 6,44 км², з яких 6,43 км² — суходіл та 0,02 км² — водойми. В 2017 році площа становила 8,34 км², з яких 8,19 км² — суходіл та 0,15 км² — водойми.

## Демографія
Згідно з переписом 2010 року, у селищі мешкало 1648 осіб у 500 домогосподарствах у складі 385 родин. Густота населення становила 256 осіб/км².  Було 555 помешкань (86/км²).
Расовий склад населення:
| - 68,1 % — білих - 1,0 % — корінних американців - 0,4 % — азіатів - 0,1 % — чорних або афроамериканців - 28,4 % — осіб інших рас |

До двох чи більше рас належало 1,9 %. Частка іспаномовних становила 87,2 % від усіх жителів.
За віковим діапазоном населення розподілялося таким чином: 34,8 % — особи молодші 18 років, 55,0 % — особи у віці 18—64 років, 10,2 % — особи у віці 65 років та старші. Медіана віку мешканця становила 28,3 року. На 100 осіб жіночої статі у селищі припадало 110,5 чоловіків;  на 100 жінок у віці від 18 років та старших — 103,8 чоловіків також старших 18 років.
Середній дохід на одне домашнє господарство  становив 32 751 долар США (медіана — 27 212), а середній дохід на одну сім'ю — 35 231 долар (медіана — 28 625). Медіана доходів становила 21 453 долари для чоловіків та 23 021 долар для жінок. За межею бідності перебувало 36,6 % осіб, у тому числі 45,1 % дітей у віці до 18 років та 25,0 % осіб у віці 65 років та старших.
Цивільне працевлаштоване населення становило 591 осіб. Основні галузі зайнятості: сільське господарство, лісництво, риболовля — 35,0 %, оптова торгівля — 16,9 %, освіта, охорона здоров'я та соціальна допомога — 16,2 %.